# San Antonio (Samar do Norte)
San Antonio é um município de  quinta classe de renda municipal (d) na província Samar do Norte, nas Filipinas. De acordo com o censo de 1 de maio  de  2020 possui uma população de 8 882 pessoas e 2 057 domicílios.